# Fabro
Pour les articles homonymes, voir Fabro (homonymie).
Fabro est une commune de la province de Terni en Ombrie (Italie).

## Administration
| Période                                  | Période      | Identité         | Étiquette       | Qualité |
| ---------------------------------------- | ------------ | ---------------- | --------------- | ------- |
| 23 avril 1994                            | 13 juin 1999 | Giancarlo Fucili | Centre droit    |         |
| 13 juin 1999                             | 7 juin 2009  | Anacleto Carboni | Centre gauche   |         |
| 7 juin 2009                              | 27 mai 2019  | Maurizio Terzino | Parti démocrate |         |
| 27 mai 2019                              | 10 juin 2024 | Diego Masella    | Liste civique   |         |
| 10 juin 2024                             | En cours     | Simone Barbanera | Liste civique   |         |
| Les données manquantes sont à compléter. |              |                  |                 |         |

### Hameaux
Carnaiola, Fabro Scalo, Poggiovalle

### Communes limitrophes
Allerona, Cetona, Città della Pieve, Ficulle, Montegabbione, Monteleone d'Orvieto, San Casciano dei Bagni

## Jumelages
- Bas-en-Basset (France)

## Galerie

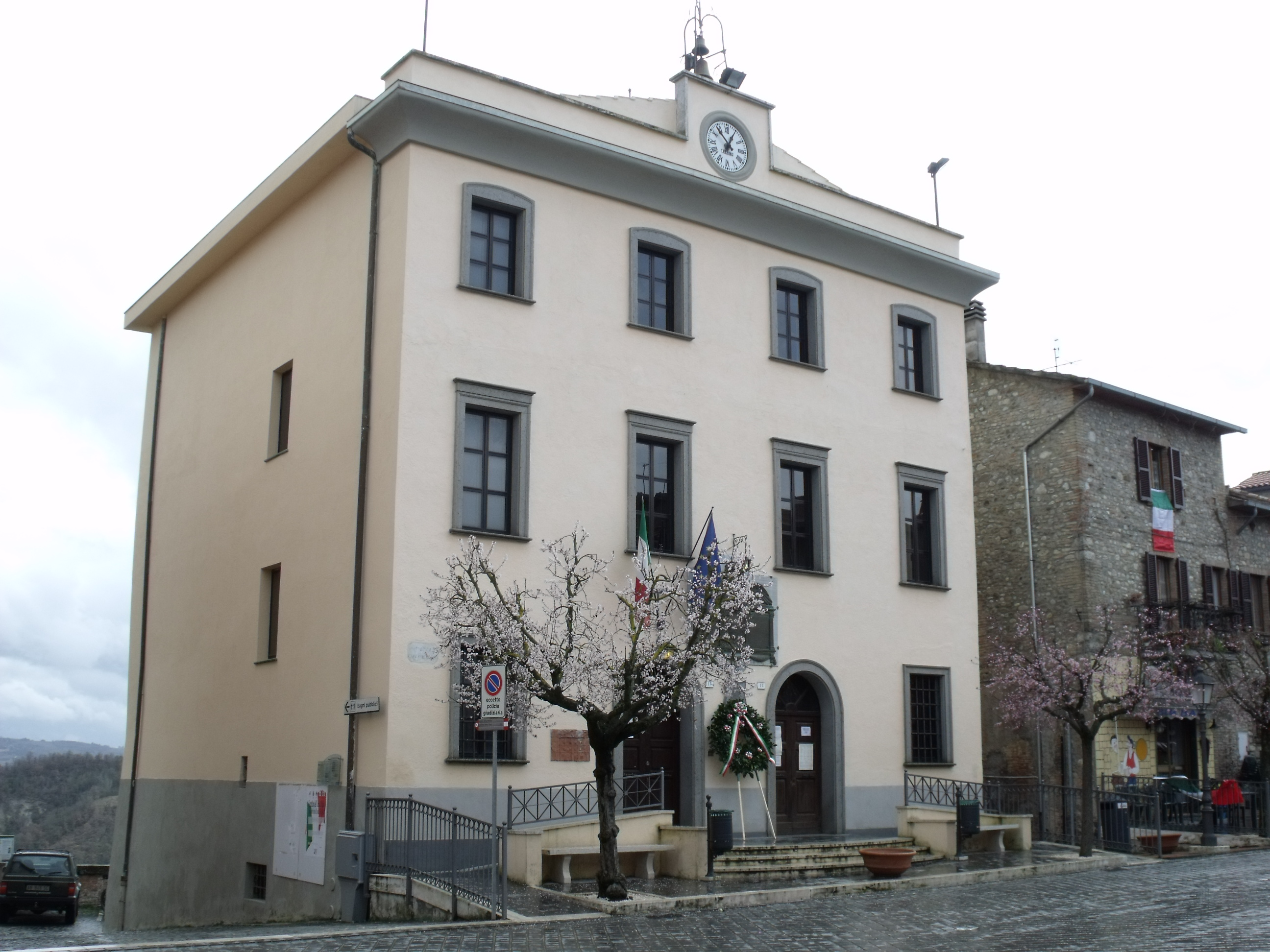
Hôtel de ville
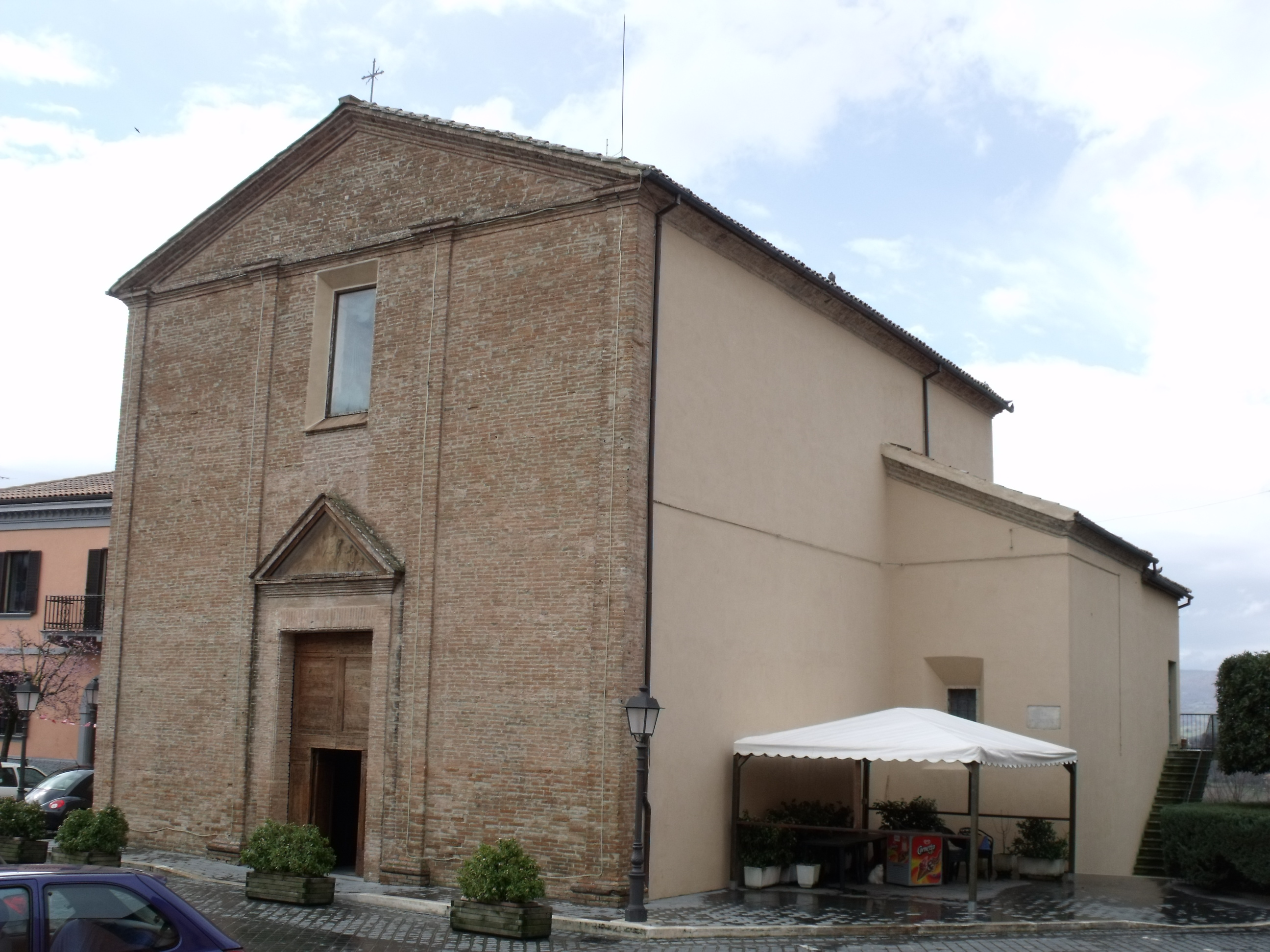
Église San Martino
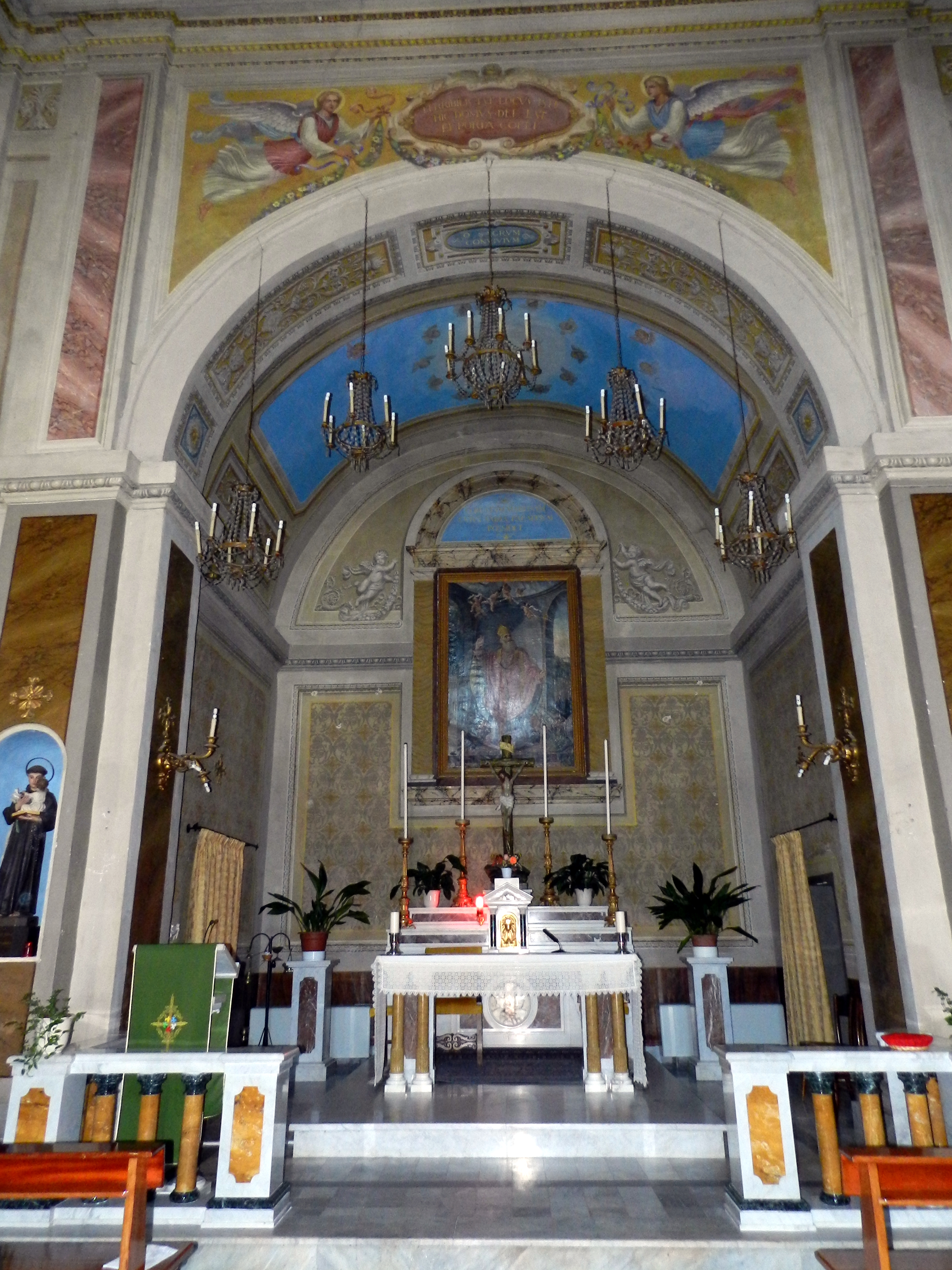
Intérieur de l'église de Fabro
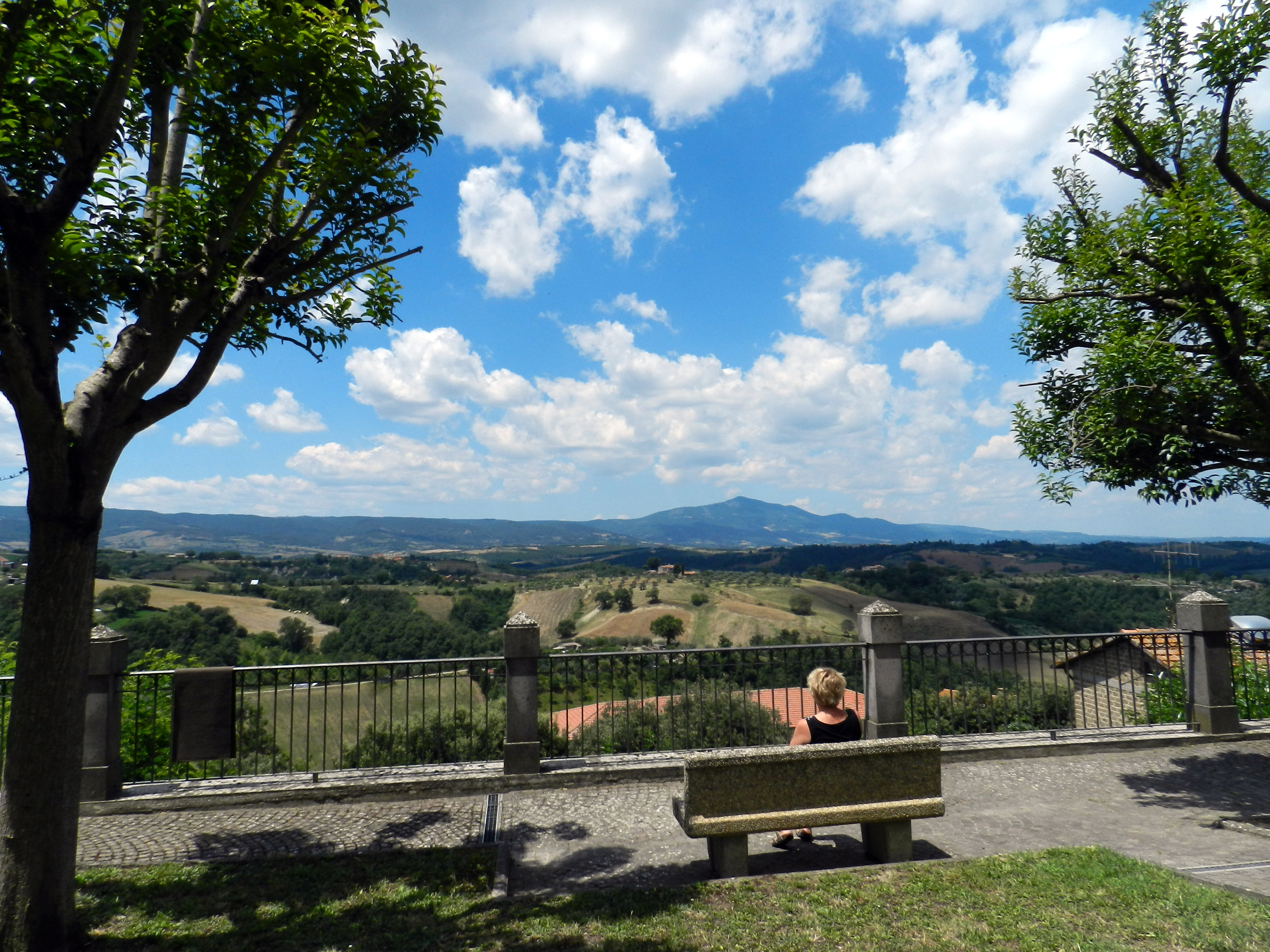
Terrasse à Fabro et vue sur les environs